# 팔룬

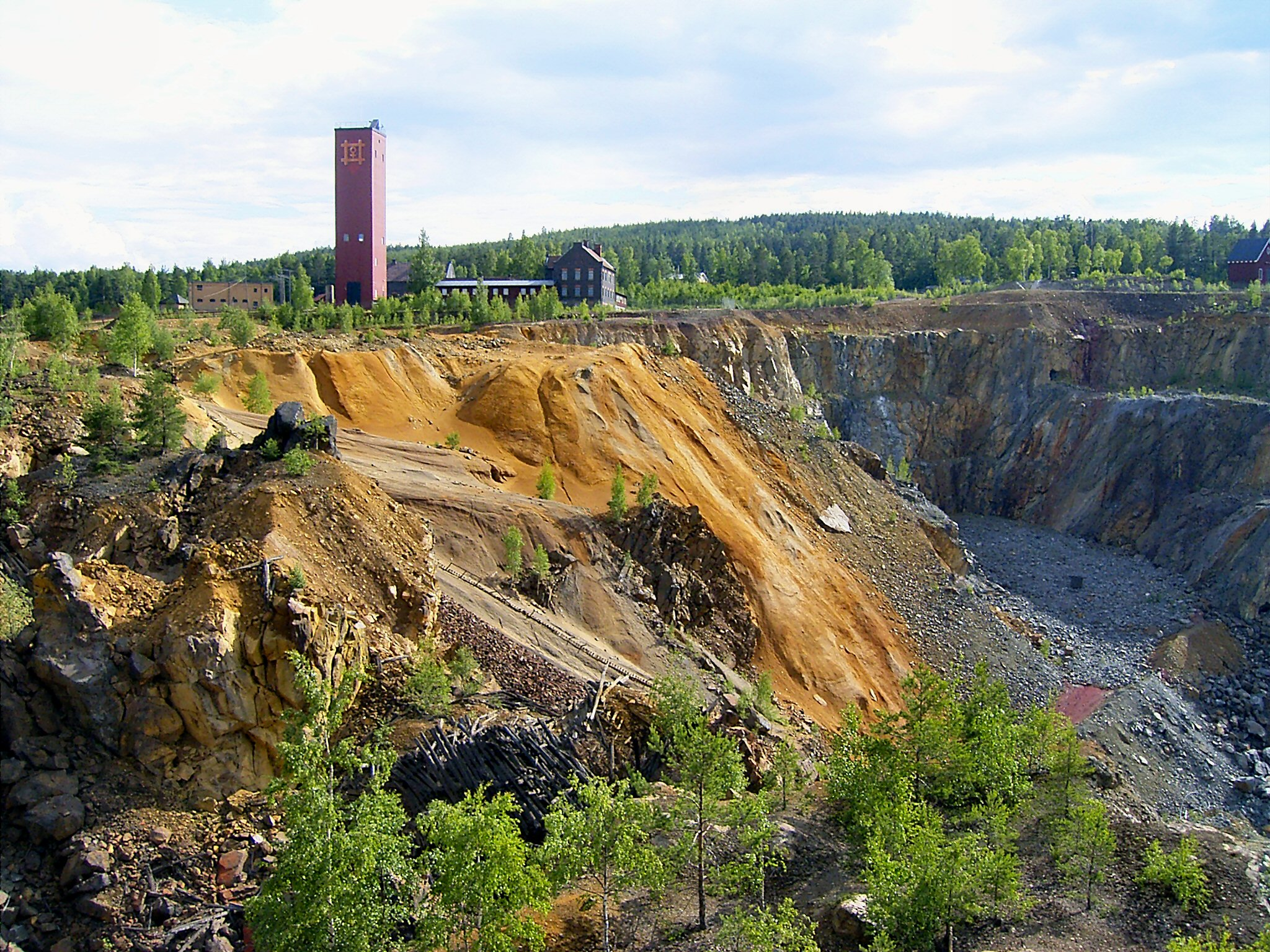
팔룬 광산

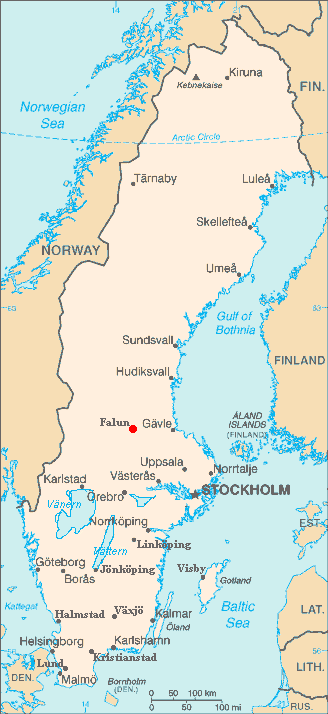
팔룬의 위치

팔룬(스웨덴어: Falun)은 스웨덴 중부에 있는 도시이다. 달라르나주의 주도이며 면적은 34.36km2, 인구는 41,734명(2010년 기준), 인구 밀도는 1,215명/km2이다. 스웨덴의 대표적인 구리 채굴 지역으로 널리 알려져 있었으며 광산이 폐쇄된 이후에는 서비스업과 산업의 중심지로 여겨지고 있다.

시 문장

## 역사
13세기 중반부터 구리 채굴이 시작되었고 14세기 도시가 형성되면서 시장이 들어섰다. 1641년 도시 지위를 부여받았으며 인구는 약 6,000명에 달할 정도로 스웨덴에서 가장 큰 도시 가운데 하나였다. 1687년 산사태로 인해 광산이 붕괴되면서 높이가 약 100m에 달하는 구덩이가 형성되었다. 1992년 구리 광산이 폐쇄되었으며 17세기에 지어진 공장, 관리 사무소, 채굴 시설 등이 남아 있다. 팔룬 구리 광산 지역은 2001년 세계유산으로 지정되었다.

## 기후
| Falun의 기후                                 | Falun의 기후  | Falun의 기후  | Falun의 기후  | Falun의 기후 | Falun의 기후 | Falun의 기후 | Falun의 기후 | Falun의 기후 | Falun의 기후 | Falun의 기후 | Falun의 기후  | Falun의 기후  | Falun의 기후  |
| 월                                           | 1월           | 2월           | 3월           | 4월          | 5월          | 6월          | 7월          | 8월          | 9월          | 10월         | 11월          | 12월          | 연간          |
| -------------------------------------------- | ------------- | ------------- | ------------- | ------------ | ------------ | ------------ | ------------ | ------------ | ------------ | ------------ | ------------- | ------------- | ------------- |
| 역대 최고 기온 °C (°F)                       | 12.2 (54.0)   | 12.0 (53.6)   | 17.9 (64.2)   | 26.4 (79.5)  | 29.8 (85.6)  | 33.2 (91.8)  | 33.3 (91.9)  | 35.1 (95.2)  | 27.0 (80.6)  | 21.8 (71.2)  | 15.3 (59.5)   | 12.2 (54.0)   | 35.1 (95.2)   |
| 일평균 최고 기온 °C (°F)                     | −1.8 (28.8)   | −0.6 (30.9)   | 4.5 (40.1)    | 11.3 (52.3)  | 16.4 (61.5)  | 20.7 (69.3)  | 23.4 (74.1)  | 21.5 (70.7)  | 16.2 (61.2)  | 8.6 (47.5)   | 3.4 (38.1)    | −0.2 (31.6)   | 10.2 (50.4)   |
| 일일 평균 기온 °C (°F)                       | −4.8 (23.4)   | −4.0 (24.8)   | −0.1 (31.8)   | 5.6 (42.1)   | 10.6 (51.1)  | 14.9 (58.8)  | 17.8 (64.0)  | 16.2 (61.2)  | 11.5 (52.7)  | 5.7 (42.3)   | 0.8 (33.4)    | −3.1 (26.4)   | 5.9 (42.6)    |
| 일평균 최저 기온 °C (°F)                     | −7.7 (18.1)   | −7.4 (18.7)   | −4.8 (23.4)   | −0.1 (31.8)  | 4.8 (40.6)   | 9.0 (48.2)   | 12.1 (53.8)  | 11.0 (51.8)  | 6.8 (44.2)   | 1.6 (34.9)   | −1.7 (28.9)   | −5.9 (21.4)   | 1.4 (34.5)    |
| 역대 최저 기온 °C (°F)                       | −35.6 (−32.1) | −37.2 (−35.0) | −28.6 (−19.5) | −19.0 (−2.2) | −10.0 (14.0) | −2.2 (28.0)  | 2.5 (36.5)   | 0.4 (32.7)   | −5.1 (22.8)  | −14.0 (6.8)  | −24.0 (−11.2) | −35.6 (−32.1) | −37.2 (−35.0) |
| 평균 강수량 mm (인치)                        | 40.6 (1.60)   | 28.2 (1.11)   | 32.0 (1.26)   | 38.2 (1.50)  | 44.8 (1.76)  | 58.1 (2.29)  | 76.0 (2.99)  | 79.3 (3.12)  | 70.6 (2.78)  | 53.1 (2.09)  | 55.2 (2.17)   | 40.8 (1.61)   | 616.9 (24.29) |
| 출처 1: SMHI Precipitation normals 1961-1990 |               |               |               |              |              |              |              |              |              |              |               |               |               |
| 출처 2: SMHI average data 2002-2015          |               |               |               |              |              |              |              |              |              |              |               |               |               |

## 같이 보기
- 세계 바이애슬론 선수권 대회